# سكوت الكسندر
سكوت الكسندر (بالإنجليزية: Scott Alexander)‏ هو لاعب كرة قاعدة أمريكي، ولد في 10 يوليو 1989 في سانتا روسا في الولايات المتحدة.

## وصلات خارجية
- سكوت الكسندر على موقع دوري كرة القاعدة الرئيسي (الإنجليزية)
- سكوت الكسندر على موقعبيزبول رفرنس.كوم (الدوري الرئيسي) (الإنجليزية)
- سكوت الكسندر على موقعبيزبول رفرنس.كوم (الدوري الثانوي) (الإنجليزية)
- سكوت الكسندر على موقع إي إس بي إن.كوم (أم.أل.بي) (الإنجليزية)
- سكوت الكسندر على موقع مشجعي الرسوم البيانية (الإنجليزية)
- سكوت الكسندر على موقع مشجعي الرسوم البيانية (الإنجليزية)